# Iferouâne
Iferouâne este o comună rurală din departamentul Arlit, regiunea Agadez, Niger, cu o populație de 8.108 locuitori (2001).